# Comuna de Różan
Różan (polaco: Gmina Różan) é uma gminy (comuna) na Polónia, na voivodia de Mazóvia e no condado de Makowski. A sede do condado é a cidade de Różan.
De acordo com os censos de 2004, a comuna tem 4.451 habitantes, com uma densidade 52,9 hab/km².

## Área
Estende-se por uma área de 84,1 km², incluindo:
- área agricola: 61%
- área florestal: 28%

## Demografia
Dados de 30 de Junho 2004:
|                      | Total   | Total | Mulheres | Mulheres | Homens  | Homens |
| -------------------- | ------- | ----- | -------- | -------- | ------- | ------ |
|                      | pessoas | %     | pessoas  | %        | pessoas | %      |
| População            | 4451    | 100   | 2246     | 50,5     | 2205    | 49,5   |
| Densidade (pop./km²) | 52,9    | 100   | 26,7     | 26,7     | 26,2    | 26,2   |

De acordo com dados de 2002, o rendimento médio per capita ascendia a 2724,85 zł.

## Subdivisões
- Chełsty, Chrzczonki, Dąbrówka, Dzbądz, Dyszobaba, Kaszewiec, Miłony, Mroczki-Rębiszewo, Paulinowo, Podborze, Prycanowo, Szygi, Załęże-Eliasze, Załęże-Gartki, Załęże-Sędzięta, Załęże Wielkie, Załuzie, Zawady-Ponikiew.

## Comunas vizinhas
- Czerwonka, Goworowo, Młynarze, Rzewnie